# آنی*کوری۱۵
آنی*کوری۱۵، پانزده انیمه کوتاه یک دقیقه ای می‌باشد که به وسیله افراد مختلفی از صنعت انیمیشن سازی ژاپن ساخته شده‌است. آنی کوری مخفف کلمات «انیمیشن‌ها» و «سازندگان» آن است. این سریال کوتاه بین ماه می ۲۰۰۷ تا ۲۰۰۸ منتشر شد.

## قسمت‌ها
این مجموعه دارای ۳ فصل و هر فصل شامل ۵ قسمت می‌باشد که هر قسمت آن به صورت ویدیوهای یک دقیقه ای است.

### فصل۱
Attack of Higashimachi 2nd Borough
From the Other Side of the Tears
Blaze Man
The Aromatic Tea
Invasion from Space - Hiroshi's Case

### فصل۲
Project Mermaid
Yurururu ~Nichijou Hen~
Gyrosopter
Wandaba Kiss
Colonel Sports

### فصل۳
A Gathering of Cats
Princess Onmitsu
Okkakekko
Project Omega
Good Morning